# Grey Highlands
Grey Highlands – gmina (ang. township) w Kanadzie, w prowincji Ontario, w hrabstwie Grey.
Powierzchnia Grey Highlands to 880,68 km². Według danych spisu powszechnego z roku 2001 Grey Highlands liczy 9196 mieszkańców (10,44 os./km²).